# Bruneis honkbalteam

Vlag van Brunei.

Het Bruneis honkbalteam is het nationale honkbalteam van Brunei. Het team vertegenwoordigt Brunei tijdens internationale wedstrijden. Het Bruneis honkbalteam hoort bij de Aziatische Honkbalfederatie (BFA). 